# Andrej Bělousov
Andrej Removič Bělousov (rusky Андре́й Рэ́мович Белоу́сов, * 17. března 1959 Moskva) je ruský ekonom a politik. V květnu 2024 jej ruský prezident Vladimir Putin navrhl do funkce ministra obrany náhradou za Sergeje Šojgua.
Vystudoval ekonomii na Lomonosovově univerzitě, kde promoval v roce 1981. Pak pracoval v letech 1981–1986 v moskevském Centrálním ekonomicko-matematickém institutu. Pak pracoval do roku 2006 v Ruské akademii věd. Od roku 2006 byl náměstkem ministra hospodářského rozvoje Germana Grefa, pak pracoval od roku 2008 do roku 2012 v hospodářském oddělení úřadu premiéra. V letech 2012–2013 byl sám ministrem pro hospodářský rozvoj. V letech 2013–2020 byl asistentem prezidenta Putina pro hospodářské záležitosti.
V první vládě Michaila Mišustina v letech 2020–2024 byl vicepremiérem. Od května 2024 je ministrem obrany Ruské federace.